# Crassula dodii
Crassula dodii är en fetbladsväxtart som beskrevs av Schönl. och Baker f.. Crassula dodii ingår i släktet krassulor, och familjen fetbladsväxter. Inga underarter finns listade i Catalogue of Life.